# Heksenjacht

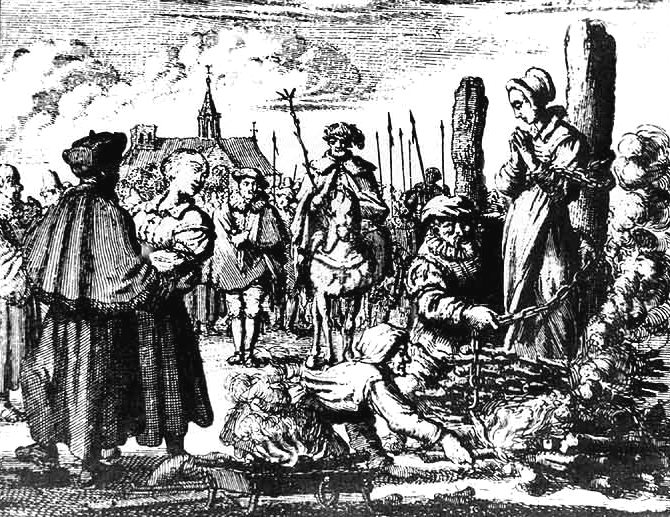
Deze afbeelding uit de Martelaarsspiegel van Van Braght wordt vaak gebruikt als een voorbeeld van heksenverbranding. Het gaat hier echter om de terechtstelling van ketters, de wederdopers Maria van Beckum en haar schoonzuster Ursel (Jan Luyken)

Een heksenjacht heeft primair betrekking op het vervolgen van vermeende heksen. Daarnaast wordt de term gebruikt voor een hetze ten aanzien van afwijkende meningen die het meedogenloos vervolgen van groepen personen tot gevolg heeft.
De klassieke periode van heksenvervolgingen in Europa en Noord-Amerika valt in de Vroegmoderne Tijd tussen circa 1480 en circa 1700. In dit woelige tijdperk, waarin ook de reformatie en de Dertigjarige Oorlog plaatsvonden, werden naar schatting 40.000 tot 100.000 personen als heks geëxecuteerd. De laatste executies van heksen vonden in Europa plaats in de 18e eeuw. In Groot-Brittannië maakte de Witchcraft Act van 1735 het vervolgen van heksen tot een strafbaar feit. In Duitsland bleef hekserij bij wet verboden tot in de late 18e eeuw.
Hedendaagse heksenjachten worden nog steeds gemeld uit Sub-Saharisch Afrika, India en Papoea- Nieuw-Guinea. Officiële wetgeving tegen hekserij is nog steeds van kracht in Saoedi-Arabië en Kameroen.

## Historische vervolging van vermeende heksen

### Heksenvervolgingen in Europa

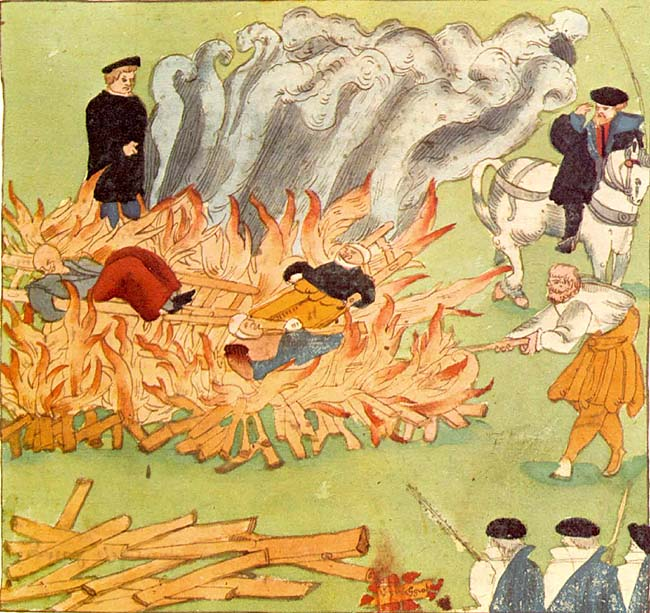
Afbeelding van heksenverbranding uit de Wickiana (verzameling van Johann Jakob Wick, Zürich Centrale Bibliotheek)

Tot omstreeks 1000 ontkende de Kerk het bestaan van heksen en tovenaars, het was zelfs verboden om er überhaupt in te geloven. Aan het einde van het eerste millennium veranderde de Kerk echter haar visie: heksen konden vanaf nu gestraft worden voor het bedrijven van magie en hekserij. Gevangenisstraffen op water en brood van 1 tot 7 jaar werden toen uitgesproken.
Tijdens de oorlog die de Kerk voerde tegen de katharen in Frankrijk en Italië richtte paus Gregorius X in 1226 kerkelijke rechtbanken op die bekend geraakten als de inquisitie. Hun taak was om ketters op te sporen, te trachten hen te bekeren en desnoods te straffen of te doden.
In 1252 verleende paus Innocentius III de inquisiteurs nu ook het recht om de verdachten te folteren, waardoor duizenden tot bekentenissen overgingen. Pas vanaf 1326 begon de inquisitie zich op het vervolgen van heksen te richten. Van heksen werd verondersteld dat ze een pact met de duivel (Satan) afsloten, met hem copuleerden en dat ze zich schuldig maakten aan afschuwelijke wreedheden zoals het eten van kinderen.
1346 was een rampjaar voor Europa: de pest maakt miljoenen doden. De verantwoordelijkheid voor deze catastrofe werd vooral gelegd bij heksen, melaatsen en Joden.
Vanaf 1450 vonden grootschalige heksenvervolgingen plaats in Europa. In 1486 werd het boek Malleus Maleficarum (de Heksenhamer), geschreven door de Dominicaanse prior Heinrich Kramer, beter bekend onder de naam Institoris, uitgebracht. Ook de naam van de toentertijd beroemde Dominicaanse pastoor Jakobus Sprenger prijkte op de kaft. Mogelijk heeft Sprenger weinig met het schrijven en de bepaling van de inhoud te maken gehad en werd zijn toentertijd bekende naam vooral gebruikt om interesse te wekken. Dit boek werd gehanteerd bij de jacht op, en het ondervragen en berechten van vermeende heksen en ketters.
Vanaf 1550 begint de periode waarin de meeste heksenvervolgingen, met foltering en executie (zoals verbranding), voorkwamen. In de hiernavolgende honderd jaar, tot ca. 1650, zouden tussen de vijftig- en honderdduizend als heks beschouwde personen ter dood veroordeeld worden. Hiervan was tachtig procent vrouw.
De laatste heksenexecutie vond plaats in Polen, in 1792. In de jaren voordien waren Frankrijk, Duitsland en Zwitserland - de landen waar het grootse aantal heksen werden gedood - daar reeds mee gestopt. Ook in Engeland zou vanaf de late 17e eeuw het vervolgen van heksen sterk afnemen omdat er nog weinigen in geloofden. Nog voor de Witchcraft Acts van 1736 werd het vanwege het veranderde intellectuele klimaat tijdens de Verlichting moeilijk om nog iemand door de rechtbank als heks te laten veroordelen. De Nederlandse predikant en theoloog Balthasar Bekker verzette zich in zijn ophefmakende boek De betoverde weereld reeds in 1691 hevig tegen het veronderstelde bestaan van heksen, tovenaars en spoken. Ook het bestaan van satansverering trok hij in twijfel en door zijn scepticisme ondermijnde hij de vooronderstellingen waarop heksenvervolging steunde.

### Heksenvervolgingen van Salem

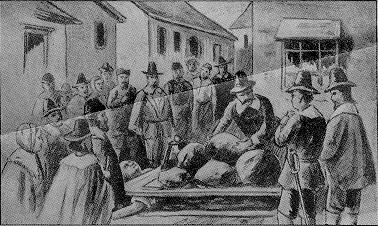
De dood van Giles Corey (19 september 1692) door opstapeling van zware stenen na veroordeling als een heks in de heksenprocessen van Salem. Illustratie van ca. 1923

De heksenprocessen van Salem tussen februari 1692 en mei 1693 startten in koloniaal Massachusetts als een reeks hoorzittingen voor de lokale magistraten waarbij mensen beschuldigd werden van hekserij in de counties (provincies) Essex, Suffolk en Middlesex. Ondanks het feit dat het algemeen bekendstaat als de heksenprocessen van Salem, werden de voorlopige hoorzittingen in 1692 uitgevoerd in een verscheidenheid van steden in de provincie: Salem Village (nu Danvers), Ipswich, Andover en Salem Town. De bekendste rechtszaken vonden in 1692 plaats aan het Hof van Oyer en Terminer in Salem. Meer dan 150 mensen werden gearresteerd en gevangengezet en nog meer werden beschuldigd, hoewel de overheid hen niet formeel vervolgde. Alle zesentwintig gedaagden voor deze rechtbank werden veroordeeld.
De aanleiding tot de vervolgingen die in het stadje Salem plaatsvonden was een spel dat enkele jonge meisjes in de zomer van 1692 speelden. Zij begonnen zich bijzonder vreemd te gedragen nadat ze elkaar de toekomst hadden voorspeld. Ze kregen zenuwtrekkingen en stuiptrekkingen die de dorpelingen interpreteerden als een geval van demonische bezetenheid en hekserij. Kort daarop begonnen ook andere meisjes en jonge vrouwen dezelfde symptomen te vertonen. Toen de meisjes werden ondervraagd, wentelden zij de schuld af op drie vrouwen die meteen door de dorpsgemeenschap beschuldigd werden van hekserij: Sarah Goode, Sarah Osborne en een West-Indische slavin, Tituba. Om onduidelijke redenen bekende Tituba dat ze inderdaad een heks was die een pact met de duivel had gesloten. Vanaf dan escaleerde de toestand volledig en de ene beschuldiging volgde op de andere. Om deze epidemie van hekserij in te dijken, werd de hulp ingeroepen van puriteinse predikanten zoals Cotton Mather. Deze laatste spoorde de lokale autoriteiten zelfs aan om de heksen nog strenger te vervolgen. In de periode van 10 juni tot 22 september 1692 werden 19 mensen geëxecuteerd door ophanging en één persoon werd met een steen verpletterd.
Deze episode uit Amerika's koloniale geschiedenis is een van de bekendste gevallen van massahysterie waar in politieke retoriek en populaire literatuur naar verwezen wordt als waarschuwing tegen de gevaren van isolationisme, religieus extremisme en overheden die inbreuk plegen op de individuele vrijheden.

## Moderne heksenwaan en -vervolging
In tal van gebieden in de wereld komt heksenwaan nog voor.

### Heksenvervolgingen in Afrika
Miljoenen mensen in Oost-, Zuid-en West-Afrika geloven dat er heksen, zowel mannelijke als vrouwelijke, bestaan. Zakenmensen beweren dat een tegenslag in hun loopbaan te wijten is aan hekserij van een collega. Rijke zakenlieden laten hun producten beschermen door waarzeggers voor het geval dat een concurrent zijn toevlucht neemt tot hekserij. Politici wijten het verliezen van een verkiezing aan het gebruik van hekserij door hun tegenstanders. Religieuze mensen van elk geloof zorgen ervoor dat bij het knippen van hun haar of nagels de resten niet worden achtergelaten, zodat een heks ze niet kan meenemen voor vervloekingen. Traditioneel zou de straf voor hekserij in veel gemeenschappen verbanning of dood zijn. Tegenwoordig zijn er meldingen van toename van heksenjachten en lynchpartijen van de verdachten in een aantal Afrikaanse landen.
Vaak zijn mensen die in Afrika beschuldigd worden van hekserij arm, ze kunnen misvormd zijn, of bij anderen gevoelens van haat en jaloezie uitgelokt hebben. Iemand kan ook gewoon te mooi, te slim, te succesvol zijn in de ogen van de gemeenschap. Uit Onderzoek door studenten in het Lands-Instituut van Dar es Salaam is bijvoorbeeld gebleken dat geloof in hekserij een belemmering vormt voor de ontwikkeling van het noordelijke district van het Tanzaniaanse Handeni.
Volgens de opvattingen van diverse Afrikaanse volkeren kunnen heksen vliegen. Ze dansen naakt op begraafplaatsen en eten het vlees van de lijken. Ze paren met dieren, doen aan incest en eten hun eigen kinderen op. Zij kunnen naar achteren op hun handen lopen, eten zout als ze dorst hebben, en hangen ondersteboven aan een boom om te rusten. Zij komen vaak 's nachts, stelen het hoofd van een slachtoffer en gebruiken het als een bal in een spel, om het de volgende morgen terug te brengen zonder dat de benadeelde er iets van gemerkt heeft.
De gelijkenissen met vroegmoderne Europese opvattingen over heksen en hekserij zijn opvallend:
- Afrikaanse heksen zijn over het algemeen vrouwelijk. Mannen worden zelden beschuldigd van hekserij, maar zijn meestal bekend als tovenaar - iemand die magie gebruikt voor kwaadaardige doeleinden
- deze vrouwen ontmoeten elkaar 's nachts tijdens geheime vergaderingen
- ze reizen daarnaartoe in de vorm van een dier en laten hun fysieke lichaam achter
- vaak wordt van een heks gezegd dat zij het lichaam of de geest van haar slachtoffer consumeert. Als gevolg daarvan lijden de slachtoffers aan vreemde, chronische kwalen en ziekten
- van heksen wordt soms gedacht dat zij hun krachten ontlenen aan een hekserij-substantie, die ofwel buiten of in het lichaam van de heks verborgen wordt
- een gruwelijke overeenkomst is de manier waarop de heksendokters heksen opsporen: meestal krijgen de verdachten een gif toegediend waarna de schuld bepaald wordt door de mate waarin iemand ziek wordt. Om vergissingen uit te sluiten dwingt men vervolgens de verdachte met martelingen tot een bekentenis[5]

In veel samenlevingen van Sub-Saharisch Afrika leidt de angst voor heksen tot periodieke heksenvervolgingen met gespecialiseerde heksenzieners die verdachten identificeren die vervolgens door de menigte ter dood worden gebracht. Dit gebeurt in de Democratische Republiek Congo, Tanzania, Ghana, Sierra Leone, Kameroen, Kenia, Gambia en Zambia.

##### Congo en Tanzania
In 1999 meldde de BBC dat heksenjachten tegen kinderen plaatsvonden in Congo en Tanzania. In Tanzania trad de regering op tegen aanvallen op vrouwen die als heks beschuldigd werden omdat ze rode ogen hadden. Een rechtszaak werd in 2001 begonnen in Ghana, waar heksenjachten eveneens niet ongewoon zijn, door een vrouw die was beschuldigd van hekserij. In Afrika worden deze heksenjachten vaak geleid door familieleden die op het eigendom van het slachtoffer azen.

##### Gambia
In Gambia liet President Yahya Jammeh heksen massaal arresteren en "genezen" door ze gevaarlijke vloeistoffen te laten drinken. President Jammeh nodigde de heksendokters in 2009 officieel uit, kort na de dood van zijn tante. Jammeh was er naar verluidt van overtuigd dat hekserij een rol speelde bij haar overlijden. Geloof in hekserij en andere vormen van bijgeloof zijn in West-Afrika wijdverbreid.

##### Kameroen
Verschillende Afrikaanse landen, waaronder Kameroen, hebben na hun onafhankelijkheid de mogelijkheid om heksen te berechten hersteld.

##### Kenia
Op 21 mei 2008 heeft een menigte in Kenia ten minste 11 mensen verbrand die beschuldigd waren van hekserij.

##### Nigeria
In Nigeria kunnen zowel volwassenen als kinderen van hekserij beschuldigd worden en daarom verbannen, gefolterd en zelfs gedood. Het aantal slachtoffers is aanzienlijk gestegen nadat de zelf-aangestelde vrouwelijke apostel en Pinkster-predikante Helen Ukpabio een film liet maken in 1999 End of the Wicked waarin heksenkinderen zogenaamd mensenvlees eten, vloeken uitspreken en door de lucht vliegen. Deze film heeft de reeds bestaande heksenhysterie tegen kinderen flink aangewakkerd in delen van Nigeria en andere Afrikaanse landen. Ter verdediging voert Ukpabio aan dat kinderen door demonen bezeten en dus ook heks kunnen zijn en dat zij zulke kinderen kan herkennen The Britse organisatie Stepping Stones Nigeria onder leiding van Gary Foxgroft voert al jaren campagne tegen de mishandeling van kinderen die van hekserij beschuldigd zijn en werkt onder meer samen in een internationale anti-heksenjacht campagne met de in Nederland geregistreerde organisaties Across Outreach en Afrika Zending die zich in hun campagne vooral op Zuidoost-Afrika richten.

##### Zambia
Het volk van de Bemba verklaarde tegenslagen zoals plantenziekten en hongersnoden als acties van de grote god Lesa. De enige die in staat was tot een onrechtvaardige actie was een heks die over enorme machten beschikte en bovendien moeilijk te vinden was. Na de blanke kolonisatie van Afrika groeide het geloof in tovenarij en hekserij, mogelijk door de sociale belasting die werd veroorzaakt door nieuwe ideeën, gewoonten en wetten, zelfs nadat de rechters niet langer toestonden dat heksen werden berecht.

##### Zuid-Afrika
Onder de Bantoevolken van Zuid-Afrika waren de heksenruikers verantwoordelijk voor het opsporen van heksen. In delen van Zuid-Afrika zijn sinds 1990 honderden mensen gedood in heksenjachten.

### Heksenvervolgingen in Azië en Oceanië

#### India
In India is het stigmatiseren van een vrouw als heks een veel voorkomende truc om land in beslag te nemen, vetes te vereffenen of zelfs om haar te straffen voor het niet ingaan op seksuele avances. Meestal is het voor zulke vrouw moeilijk om hulp in te roepen waardoor ze gedwongen wordt om ofwel haar huis en familie te verlaten ofwel om zelfmoord te plegen. De meeste gevallen zijn niet gedocumenteerd, omdat het moeilijk is voor de arme en ongeletterde vrouwen om vanuit geïsoleerde regio's ergens naartoe te reizen om klacht in te dienen bij de politie. Volgens een studie van Free Legal Aid Committee wordt bovendien minder dan twee procent van de heksenjagers werkelijk veroordeeld. Een in 2010 vrijgegeven schatting zegt dat het aantal vrouwen die als heks in India gedood werden ergens ligt tussen 150 en 200 per jaar, of een totaal van 2500 in de periode van 1995 tot 2009. De lynchpartijen vinden vooral plaats in de arme noordelijke staten van Jharkhand, Bihar en Chhattisgarh.
In India werden in de periode 2001-2006 in de staat Assam 400 Adivasi op beschuldiging van hekserij gedood.
In Guwahati in India werden een zestigjarige werknemer van een theeplantage in de Indiase deelstaat Assam en zijn vier kinderen in 2006 onthoofd op beschuldiging van hekserij. Zij zouden volgens een volksgericht een ziekte verspreid hebben waaraan twee dorpsgenoten waren gestorven. Met de executie wilde de menigte de goden kalmeren. In optocht brachten zij de hoofden naar het politiebureau. Volgens de politie werden in Assam tussen 2000 en 2006 tweehonderd mensen vermoord op beschuldiging van hekserij.

#### Saoedi-Arabië
In november 2009 vroeg de mensenrechtenorganisatie Human Rights Watch de regering van Saoedi-Arabië om een doodvonnis wegens hekserij tegen een Libanees te vernietigen. In een deze week uitgegeven rapport vroeg de internationale organisatie aan Riyad om in het algemeen een eind te maken aan het toenemend gebruik van beschuldigingen van hekserij, die vaag zijn en willekeurig worden toegepast. Hekserij kan van alles omvatten, bijvoorbeeld alternatieve geneeskunst, de verkoop van geneeskrachtige kruidenextracten, bepaalde godsdienstige (niet-islamitische) rituelen, etc. Vaak worden veroordelingen gebaseerd op bekentenissen die zijn losgekregen door marteling, verklaringen van vaak zeer bijgelovige buren en activiteiten van agent-provocateurs.
Elk jaar worden volgens lokale kranten talrijke mensen opgepakt wegens tovenarij of zwarte magie, praktijken die als polytheïsme worden uitgelegd in het ultraconservatief soennitische koninkrijk. In 2011 werd een vrouw gedood wegens hekserij, Amina bint Abdul Halim bin Salem Nasser.

#### Indonesië
De overheden in Indonesië houden zich niet met heksenvervolgingen bezig maar eigenrichting van een "heks" wordt wel oogluikend toegestaan. De politie maakt van het lynchen van een zogenaamde heks geen werk. Na de afzetting van Soeharto werden in Indonesië tussen december 1998 en februari 1999 ongeveer 120 mensen als heksen vermoord.

#### Oost-Timor
In januari 2007 werden drie vrouwen in Liquica, Oost-Timor ervan beschuldigd heksen te zijn. De vrouwen met een leeftijd van 25, 50 en 70 werden vermoord en hun huis werd in brand gestoken. Drie verdachten werden gearresteerd door de VN-politie. Het was het eerste geval van die aard in het overwegend katholieke Oost-Timor.

#### Papoea Nieuw-Guinea
Hoewel het uitoefenen van "witte magie" zoals gebedsgenezing legaal is in Papoea, legt de wet tegen hekserij van 1976 een straf op van maximaal 2 jaar gevangenis voor de praktijk van "zwarte magie". In 2009 meldde de regering dat buitengerechtelijke marteling en moord van vermeende heksen - meestal alleenstaande vrouwen - zich aan het verspreiden was van de hooglandgebieden naar steden. Dit werd in verband gebracht met de migratie van dorpelingen naar stedelijke gebieden.
Op 6 januari 2013 werd in de provinciehoofdstad Mount Hagen de 20-jarige Kepari Leniata levend verbrand op een brandstapel van autobanden. De moeder en een oom van een overleden kind hadden de vrouw beschuldigd van hekserij, waaraan het sterfgeval werd toegeschreven.

## Oorsprong en oorzaken van heksenjachten

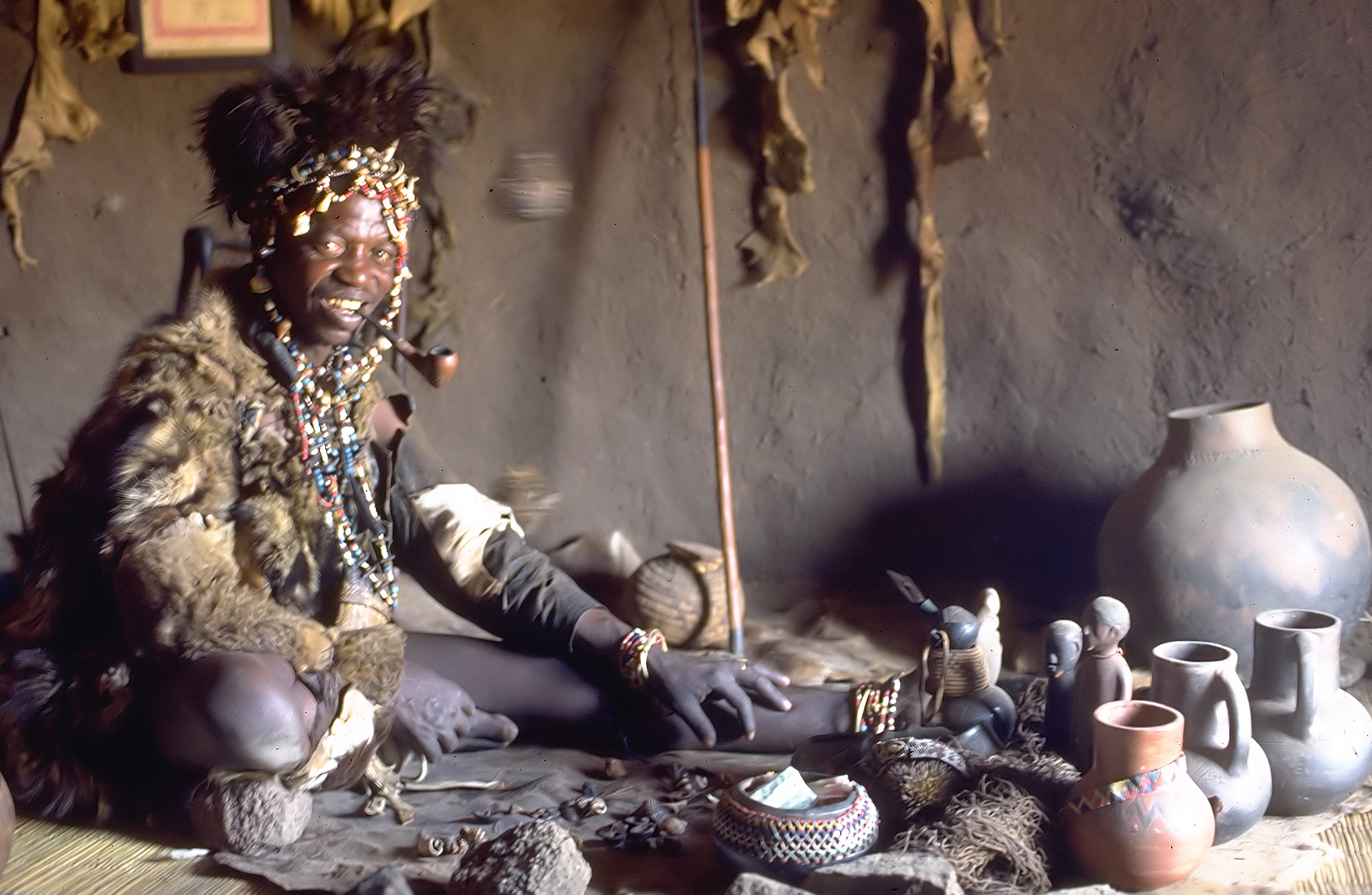
Toverdokter bij de Shona in Zimbabwe. Foto van 1989

Het is een misverstand dat moderne Afrikanen en Aziaten zodanig zouden geloven in hekserij dat zij rationele verklaringen gewoon verwerpen of daar niet toe in staat zouden zijn. Dat was in het vroegmoderne Europa evenmin het geval. Afrikaanse boeren zullen bij het breken van een werktuig niet meteen aan hekserij denken als daar een meer voor de hand liggende verklaring (slechte constructie, sleet enz.) voor is. Een visser zal de oorzaak evenmin bij een heks zoeken als er een gat in zijn boot komt. Antropologisch onderzoek heeft uitgewezen dat hekserij als oorzaak van een gebeurtenis pas in beeld komt als alle andere verklaringen tekortschieten, zoals ziekten waarvan de oorzaken niet gekend zijn of een plotselinge dood. Een ander misverstand is dat iedereen die bijvoorbeeld in Afrika een medicijnman raadpleegt niet naar een dokter zal gaan. Hij raadpleegt vaak beide en gaat ervan uit dat de dokter de externe symptomen behandelt, terwijl de medicijnman (heksendokter) de verborgen oorzaken van de ziekte openbaart. Het hoeft bij een diagnose ook niet onvermijdelijk tot een echte vervolging van heksen te komen, want het is net de functie van de heksenbezweerder binnen de samenleving om te zorgen voor bescherming tegen hekserij (met amuletten of iets anders). Blijkt de patiënt te zijn behekst, dan is er altijd een middel dat de betovering ongedaan kan maken. Hetzelfde was het geval in (laat)middeleeuwse dorpsgemeenschappen waar heksen en magiërs deel uitmaakten van het dagelijks leven. Hekserij was toen net zoals in de primitieve Afrikaanse samenlevingen zodanig geïntegreerd dat het niet ontwrichtend werkte maar eerder een geruststellende verklaring bood voor dingen die anders onverklaard en dus als niet te beheersen ervaren zouden worden. Baanbrekend in dit opzicht was het werk van de Britse antropoloog Evans-Pritchard die door zijn studie van de Azande van Centraal-Afrika inzag dat hekserij structurerend werkte in hun gemeenschap: het leverde een filosofie die de relatie tussen mensen en de dingen die hen overkwamen op een bevredigende manier uitlegde. Evans-Pritchard stelde dat het beschuldigen van een heks een sociaal middel was om spanningen openbaar te maken. Daardoor werkte het als een stabiliserende factor op de sociale en morele structuur van de samenleving van de Azande. Lange tijd was er in Europa evenmin sprake van heksenvervolging alsof het een vreemd element in de maatschappij betrof. Wat de heksenvervolgingen in Europa triggerde was een door de kerk gedemoniseerd beeld van de heks als bondgenoot van Satan, en dat zette de deur open naar grootschalige vervolging. Daarnaast speelden ook andere motieven een rol, net zoals de huidige Afrikaanse heksenvervolgingen niet in de eerste plaats zijn ingegeven door schrik voor de schadelijke werking van hekserij. Vaak zitten er achter die vervolgingen heel gewone menselijke drijfveren zoals het streven naar meer macht, controle en bezit.
Dat heksenvervolgingen zo verspreid in geografisch en cultureel gescheiden samenlevingen (Europa, Afrika, India, Nieuw-Guinea) voorkomen heeft vooral sinds de jaren 1960 geleid tot veel belangstelling vanuit de antropologie. Geloof in magie en voorspelling, samen met pogingen om magie tot eigen voordeel aan te wenden (genezing, het winnen van liefde enz.) zijn nu door antropologen geduid als universele culturele fenomenen.
Opmerkelijk is dat, niettegenstaande de sterke geografische spreiding ervan, geloof in hekserij overal opvallende overeenkomsten vertoont. Het biedt een verklaringsmodel voor anders onverklaarbare gebeurtenissen zoals plotse ongelukken, ziekte of dood en de medicijnman of heksenbezweerder kan de oorzaak van het kwaad aanduiden. Verslagen uit de vroegmoderne tijd - de periode van de ontdekkingsreizen- over de praktijken van de inheemse bevolking van Amerika, Azië en Afrika wijzen erop dat niet alleen geloof in hekserij maar ook periodieke uitbarstingen van heksenvervolging als universeel behorend tot de menselijke cultuur kunnen worden beschouwd.
Over de mogelijke oorzaken van de heksenvervolgingen verschillen historici nogal van mening. Brian A. Pavlac onderscheidt tien soorten theorieën, die zijn gegeven als verklaring voor de Europese heksenvervolging:
1. ziektetheorieën (illness theories): hieronder vallen massahysterie, waandenkbeelden e.d. bij de heksenvervolgers, alsook fysieke aandoeningen zoals syfilis, hallucinaties door het eten van door moederkoren aangetast brood of paddenstoelen, nachtschade enz. Behalve dat het weinig waarschijnlijk is dat zovelen plots ziek werden valt volgens Pavlac een en ander moeilijk te rijmen met het systematische en georganiseerde karakter van de heksenvervolgingen
2. locatiegebondenheid (geographic origins theories):heksenvervolgingen zouden vooral plaatsgevonden hebben in bergachtige streken, zoals de Alpen en de Pyreneeën of ontstaan zijn in regio's die voordien economisch zelfvoorzienend waren en in economische problemen kwamen doordat ze met concurrentie van buiten te maken kregen. Dergelijke economische gegevens zijn echter moeilijk te achterhalen
3. de hebzuchttheorie (greed theory): de heersende elite zou aangezet hebben tot heksenvervolgingen om bezittingen te kunnen inpalmen. Veel heksen hadden echter slechts weinig bezittingen
4. de theorieën van de religieuze rebellie (religious rebellion theories): Pavlac onderscheidt hierbij twee soorten:
  1. in de eerste plaats de satanic religious rebellion theory die ervan uitgaat dat duivelverering werkelijk bestond, met name als een subversieve aanval op de heersende christelijke orde. Vroege historici van hekserij, zoals Jules Michelet (1862) of Montague Summers, namen de bekentenissen van gemartelde heksen op hun woord. Pavlac stelt dat er echter geen geloofwaardig bewijs is gevonden dat het bestaan van satanische sekten vóór de 19e eeuw zou steunen
  2. in de tweede plaats de pagan religious rebellion theory, zoals beschreven in Margaret Murrays The Witch-cult in Western Europe uit 1921: de heksen zouden aanhangers zijn van een oude heidense religie die door christenen ten onrechte als verering van Satan werd uitgelegd. Met name in neopaganististische kringen is deze theorie bijzonder populair geworden, hoewel er geen bewijs voor het voortbestaan van een heidense religie is en het werk van Murray door de meeste wetenschappers grotendeels ontkracht is
5. de theorie van geloofsconflicten (confessional conflict theory), waardoor protestanten en katholieken elkaar in de periode van de Reformatie wederzijds van hekserij beschuldigden. De meeste beschuldigingen van hekserij waren echter gericht tegen mensen met dezelfde geloofsovertuiging
6. de rampentheorie (disaster theory) waarbij bovennatuurlijke krachten als oorzaak zouden zijn aangewezen bij grote rampen zoals epidemieën, storm en hongersnood. Rampen zijn echter van alle tijden. Bovendien is niet duidelijk waarom nu juist heksen en niet anderen als zondebok werden aangewezen
7. de (onjuiste) samenzweringstheorie ((mistaken) conspiracy theory): stelt dat in de Late Middeleeuwen de religieuze elite nieuwe theologische theorieën zou hebben ontwikkeld over demonen. Hierdoor ontstond het idee dat de heksen een georganiseerde sekte vormden die de christelijke samenleving bedreigde. Beïnvloed door deze verzinsels zouden overheden ingegrepen hebben. Deze theorie verklaart echter niet hoe een relatief onbelangrijk idee, zoveel invloed kon hebben op zoveel mensen, waaronder velen die weinig hierbij te winnen hadden
8. de theorie van sociale controle en staatsvorming (social control or state-building theory) waarbij vroegmoderne regeringen de angst voor hekserij zouden uitgebuit hebben om een steviger centraal gezag uit te bouwen. Een gelijkaardige theorie die in de 19e eeuw populair werd, was dat de kerk zelf het idee van heksen verspreid zou hebben om zichzelf te verrijken en tegenstanders gemakkelijk uit de weg te kunnen ruimen. Grootschalige heksenvervolgingen veroorzaakten echter veel onrust en het verklaart ook niet waarom juist heksen als doelgroep van het overheidsingrijpen werden gekozen
9. de sociaal-functionalistische of sociale beschuldigingstheorie (social functionalist or social accusations theory): personen beschuldigden anderen van hekserij om zo een verklaring te hebben voor hun eigen problemen. Het vervolgen van heksen zou ook de banden van een samenleving verstevigd hebben en het was een excuus om zich te ontdoen van zwakkeren, zieken en marginalen. Deze verklaring laat echter weinig ruimte voor persoonlijke conflicten die reden waren voor veel beschuldigingen.
10. de misogynie-theorie (misogyny theory): vaak naar voren gebracht door feministische schrijvers, dat beschuldigingen van hekserij een middel waren om vrouwen maatschappelijk te kunnen blijven onderdrukken. De verbinding van vrouwen met volkse magie en genezing en de veranderende opvattingen over hun sociale en economische plaats in het vroegmoderne Europa zorgde voor spanningen die resulteerden in heksenvervolgingen. De meeste beschuldigingen en veroordelingen wegens hekserij troffen ook vrouwen. Dit verklaart echter nog niet waarom er ook mannen en kinderen werden veroordeeld en waarom zij in sommige gebieden zelfs de meerderheid van de slachtoffers waren[33]

## Figuurlijk gebruik van de term
De term heksenjacht is sinds de jaren 1930 ook een metafoor voor morele paniek die kan leiden tot hectische vervolging van vermeende vijanden. In deze figuurlijke zin betekent het dus het op grote schaal achtervolgen van mensen of groepen mensen, bijvoorbeeld zij die een afwijkende mening hebben of zij die aan afwijkende activiteiten deelnemen. Dan gebeurt het dat de bestaande rechtswaarborgen worden verminderd vanwege de ernst van het vermeende delict en uit angst dat mogelijke schuldigen ongestraft zouden blijven. Niet zelden gaan angstige en gefrustreerde burgers zelfs over tot eigenrichting, wanneer men het overheidsoptreden als "te laks" of "te soft" beschouwt. Dit kan leiden tot (ernstige) mishandelingen, opsluiting en eventueel zelfs lynchen van de verdachten, waardoor al dan niet vermeende slachtoffers zichzelf tot dader maken. Vrijwel steeds gaan deze vormen van vervolging gepaard met het creëren van een vijandbeeld. Bij het oplaaien van een heksenjacht kunnen sociale media tegenwoordig vaak een grote rol spelen.
Gevallen waarbij men bijvoorbeeld van een heksenjacht kan spreken:
- de red scare (rode angst, de vrees voor infiltrerend communisme) leidde tijdens en na de Tweede Wereldoorlog (beginfase van de Koude Oorlog) in de Verenigde Staten tot het McCarthyisme, waarbij onder meer intellectuelen en mensen uit de filmindustrie vervolgd werden op verdenking van communistische sympathieën. Dit gebeurde onder leiding van, onder andere, Senator Joseph McCarthy en het House Committee on Un-American Activities.
- de Bolderkar-affaire: het nooit aangetoonde ritueel satanisch seksueel misbruik van kinderen in de jaren 1990
- de vervolging van vermeende Britse pedofielen in 2000
- tijdens oorlogen en oorlogsdreiging vinden soms heksenjachten plaats op vermeende landverraders en vijfde colonnisten